# Học viện âm nhạc Stanisław Moniuszko ở Gdańsk

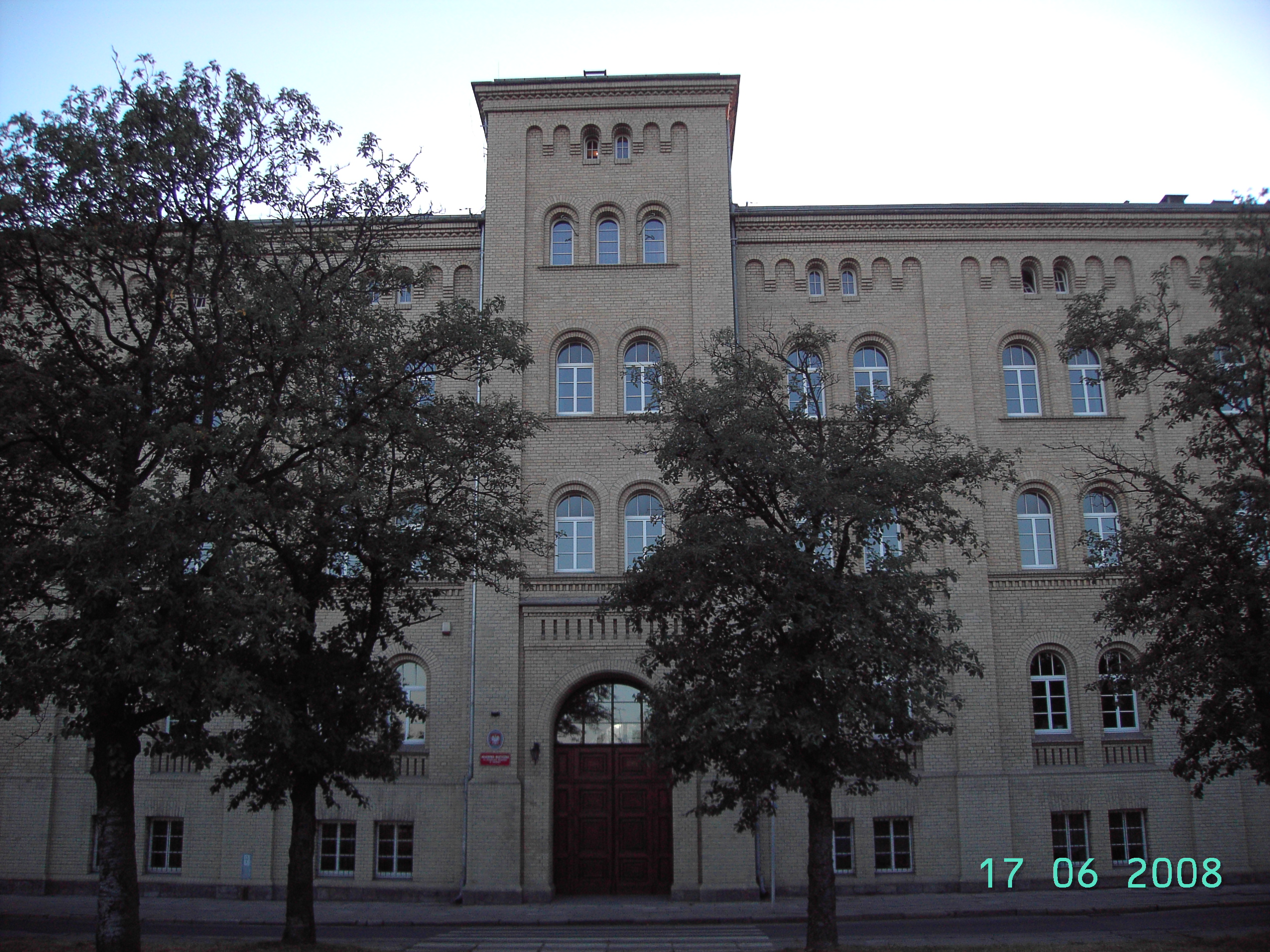
Trụ sở Học viện âm nhạc Stanisław Moniuszko ở Gdańsk.

Học viện âm nhạc Stanisław Moniuszko ở Gdańsk là một trường đào tạo nghệ thuật công lập, được thành lập theo Quyết định của Bộ trưởng Bộ Văn hóa và Nghệ thuật ngày 25 tháng 9 năm 1947. Hiện nay, Học viện có trụ sở tại số 1, đường Łąkowa, thành phố Gdańsk, Ba Lan.

## Lịch sử
Học viện âm nhạc Stanisław Moniuszko tiền thân là trường Cao đẳng Âm nhạc ở Sopot, được thành lập năm 1947 theo Quyết định của Bộ trưởng Bộ Văn hóa và Nghệ thuật Ba Lan. Năm 1966, trường được chuyển từ thành phố Sopot đến thành phố Gdańsk. Vào ngày 30 tháng 9 năm 1966, được sự cho phép của Hội đồng Bộ trưởng trường đã đổi thành trường Cao đẳng Âm nhạc ở Gdańsk. Đến ngày 1 tháng 12 năm 1981, thì trường chính thức trở thành Học viện Âm nhạc Stanisław Moniuszko ở Gdańsk. Năm học 2017-2018, Học viện đã tổ chức lễ kỷ niệm 70 năm thành lập.

## Hiệu trưởng
Các hiệu trưởng của Học viện gồm:
- Jan Ekier (1947-1948)
- Stefan Śledziński (1948-1951)
- Władysław Walentynowicz (1951-1952)
- Florian Dąbrowski (1952-1954)
- Władysław Bukowiecki (1954-1956)
- Piotr Rytel (1956-1961)
- Roman Heising (1961-1972)
- Antoni Poszowski (1972-1987)
- Roman Suchecki (1987-1993)
- Waldemar Wojtal (1993-1999)
- Antoni Poszowski (1999-2003)
- Waldemar Wojtal (2004-2005)
- Bogdan Kułakowski (2005-2012)
- Maciej Sobczak (2012-nay)

## Ban giám hiệu[3]
- Hiệu trưởng Học viện: Giáo sư, Tiến sĩ khoa học Maciej Sobczak
- Phó hiệu trưởng phụ trách tổ chức và khoa học: Giáo sư, Tiến sĩ khoa học Marek Rocławski
- Phó hiệu trưởng phụ trách nghệ thuật: Giáo sư, Tiến sĩ khoa học Ryszard Minkiewicz